# Мінералізована смуга
Мінералізо́вана сму́га (або пожежозахисна смуга) — лінійна ділянка, що межує з лісовим масивом, штучно звільнена від горючих матеріалів. Як правило, це робиться механізованим способом: проводиться оранка трактором ґрунту на певну ширину. Є одним із засобів протипожежної безпеки.
Мінеральний шар ґрунту оголюється, а дерен, трава, хвоя, листя та інші матеріали, здатні горіти, в процесі цього присипаються землею. При вогнищевих спалахах така зорана смуга перешкоджає поширенню низової пожежі на інші ділянки лісового масиву.
Інше призначення мінералізованої смуги — створення опорної лінії, від якої буде проводитись зустрічне регульований випалу лісового масиву, що йде назустріч основної пожежі, смуга вогню знищує на своєму шляху всі горючі матеріали. Зустрівшись, полум'я загасає, так як більше немає чому горіти.
Лісові пожежі особливо небезпечні в посушливий період, коли створюється умови для горіння сухої трави та гілок. Що потребує значних зусиль для їх гасіння.
Під час гасіння низової пожежі, коли сил та засобів пожежогасіння достатньо, гасять смугу пожежі одночасно по всьому її периметру шляхом поливання водою крайки пожежі та нахльостування вогню різними підручними засобами і засипання її ґрунтом.
Коли сил і засобів не достатньо, гасіння починають із краю пожежі двома групами, які пересуваються по флангу і далі до зустрічі в тилу.
Мінералізовані смуги прокладають з метою локалізації пожеж без попередньої зупинки їх поширення безпосереднім впливом на крайку.

## Галерея
|  |
|  |

|  |
|  |

|  |
|  |